# ユー・エス・エス
株式会社ユー・エス・エス（英: USS Co.,Ltd.）は、自動車オークションの運営を行う日本の企業。本社は愛知県東海市。

## 概要
事業として自動車オークションを行う会社の中では草分け的存在であり、32.3%のシェア（2005年、グループ企業を含む）を持つ業界トップの企業である。また、インターネット情報サービス「CIS」の運営も行っており、かつて同サービスを展開していた子会社の株式会社カークエストを2016年4月に吸収合併している。同社の子会社には、中古車買取専門店の大手チェーン「ラビット」を展開する株式会社ラビット・カーネットワークのほか、バイクオークションを運営する株式会社ジャパンバイクオークションなどがある。
全国にオークション会場を開設しているが、その会場の多くは街中では無く、工業団地や工場地帯等が周辺にあるような交通の不便な立地に位置するのが特徴である。各会場共にオークションは週に1回開かれ、国内以外に海外業者の来場も相当に多い。なお、「USSオートオークション」に参加するにはUSS会員への登録が必須となる。

## 沿革
- 1980年（昭和55年）10月 - 愛知自動車総合サービス株式会社として設立される[1]。
- 1995年（平成7年）3月 - 子会社の株式会社ユー・エス・エス九州を吸収合併し、同時に株式会社ユー・エス・エスに商号を変更する[1]。
- 1996年（平成8年）1月 - 子会社の株式会社ユー・エス・エス東京を吸収合併[1]。
- 1999年（平成11年）9月 - 名古屋証券取引所2部に上場する[1]。
- 2000年（平成12年）4月 - サールオートオークション東北株式会社を子会社化し、株式会社ユー・エス・エス東北に商号変更[1]。
- 2000年（平成12年）12月 - 東京・名古屋両証券取引所1部に上場する。
- 2002年（平成14年）1月 - 子会社の株式会社ユー・エス・エス・ジャパンを吸収合併[1]。
- 2002年（平成14年）10月 - 株式会社ワールドコミュニケーションズ（現・株式会社リプロワールド）を子会社化[1]。
- 2005年（平成17年）2月 - 株式会社アールエーエイおよびその子会社の流通オートオークション株式会社を子会社化。流通オートオークション株式会社は株式会社USS流通オートオークションに商号変更[1]。
- 2005年（平成17年）4月 - ミサワ東洋株式会社（後の株式会社USS東洋）を子会社化[1]。
- 2005年（平成17年）10月 - 子会社の株式会社アールエーエイが株式会社USS流通オートオークションを吸収合併し、株式会社USS流通オートオークションに商号変更（2010年4月に株式会社USS埼玉が吸収合併し、株式会社USS関東に商号変更）。
- 2006年（平成18年）10月 - 子会社の株式会社USSリサイクルオートオークションを吸収合併[1]。
- 2007年（平成19年）3月 - 株式会社ケーユーエィ北陸を子会社化し、株式会社USS北陸に商号変更[1]。
- 2007年（平成19年）4月 - 株式会社藤岡インター・オートオークションを子会社化し、株式会社USS藤岡（後の株式会社USS群馬→株式会社USS関越）に商号変更[1]。
- 2010年（平成22年）10月1日 - 子会社の株式会社USS関東を吸収合併[1]。
- 2011年（平成23年）3月 - 株式会社アイケイコーポレーション（現・株式会社バイク王&カンパニー）および株式会社ジャパンバイクオークションと業務・資本提携を締結[1]。
- 2011年（平成23年）7月 - 子会社の株式会社ユー・エス・エス横浜および株式会社USS関西を吸収合併[1]。
- 2012年（平成24年）2月 - 子会社の株式会社USS東洋が同じく子会社の株式会社カークエストを吸収合併し、株式会社カークエストに商号変更[1]。
- 2012年（平成24年）10月 - 子会社の株式会社ユー・エス・エス札幌、株式会社ユー・エス・エス東北、株式会社USS北陸、株式会社ユー・エス・エス岡山および株式会社USS関越を吸収合併[1]。
- 2015年（平成27年）11月 - 株式会社ジャパンバイクオークションを子会社化[1]。
- 2015年（平成27年）12月 - 株式会社東洋ゴムチップの全株式を株式会社エンビプロ・ホールディングスに譲渡[1]。
- 2016年（平成28年）4月 - 子会社の株式会社カークエストを吸収合併[2]。
- 2017年（平成29年）8月 - 株式会社ジェイ・エー・エーの株式66.04%を取得し子会社化[3]。
- 2018年（平成30年）3月 - 株式会社ジェイ・エー・エーの株式33.96%を追加取得し完全子会社化[1][4]。
- 2021年（令和3年）3月 - 子会社の株式会社USSロジスティクス・インターナショナル・サービスを解散[5]。
- 2021年（令和3年）10月1日 - 子会社の株式会社ジェイ・エー・エーおよびその子会社の株式会社HAA神戸を吸収合併[5]。

## 備考
- USSというブランドは、競争を勝ち抜いていくという意味が込められ「Used car Scramble and Survival」を略して作られた。その後2000年、上場の際「Used car System Solutions」の略に変更した。
- USS横浜は元々は横浜ドリームランド跡地に設置する予定だったが、地元住民の反対に遭い、住宅地ではない鶴見区大黒町に建てることになった。88億円で購入していた土地を横浜市へ104億円で買い取らせ、代替用地も提供させた。

## テレビ番組
- 日経スペシャル ガイアの夜明け あなたの車 高く買います〜世界を駆けるニッポンの中古車〜（2005年6月7日、テレビ東京）[6]。

## オークション会場（事業所）
- USS札幌 - 北海道江別市角山71-9（江別市第2工業団地） 開催日:毎週水曜日
- USS東北 - 宮城県柴田郡村田町足立万崎128 開催日:毎週水曜日
- USS新潟 - 新潟県見附市新幸町1-1（新潟県中部産業団地） 開催日:毎週水曜日
- USS群馬 - 群馬県藤岡市中387 開催日:毎週土曜日
- USS東京 - 千葉県野田市木間ヶ瀬5653 開催日:毎週木曜日
- JAA - 東京都江戸川区臨海町3-3-3 開催日:毎週水曜日
- USS埼玉 - 埼玉県入間市宮寺3093-1 開催日:毎週金曜日
- USS横浜 - 神奈川県横浜市鶴見区大黒町9-20 開催日:毎週火曜日
- USS静岡 - 静岡県袋井市久能字飛方田862-1 開催日:毎週土曜日
- USS北陸 - 石川県加賀市伊切町い1-1 開催日:毎週金曜日
- USS名古屋 - 愛知県東海市新宝町507-20 開催日:毎週金曜日
- USS-R名古屋 - 愛知県東海市新宝町507-52 開催日:毎週火曜日
- USS大阪 - 大阪府大阪市西淀川区中島2-7-106 開催日:毎週金曜日
- USS神戸 - 兵庫県神戸市中央区港島1-4-6 開催日:毎週水曜日
- HAA神戸 - 兵庫県神戸市中央区小野浜町21-1 開催日:毎週土曜日
- USS岡山 - 岡山県赤磐市長尾554番地1 開催日:毎週土曜日
- USS四国 - 愛媛県松山市北梅本町甲57 開催日:毎週土曜日
- USS福岡 - 福岡県筑紫野市大字西小田139-1 開催日:毎週水曜日
- USS九州 - 佐賀県鳥栖市酒井西町樋ノ口710 開催日:毎週土曜日
- USS鹿児島サイト - 鹿児島県鹿児島市南栄4-4 開催日:　-

## 関連会社
- 株式会社ユー・エス物流
- 株式会社USSサポートサービス
- 株式会社リプロワールド
- 株式会社ラビット・カーネットワーク
- 株式会社アビヅ
- 株式会社ジャパンバイクオークション
- 株式会社SMART